# Хронологія рекордів Європи з бігу на 5000 метрів серед чоловіків (коротка доріжка)
Рекорди Європи з бігу на 5000 метрів визнаються Європейською легкоатлетичною асоціацією з-поміж результатів, показаних легкоатлетами на аренах з біговою доріжкою з довжиною кола до 200 метрів, за умови дотримання встановлених вимог.
Європейська легкоатлетична асоціація почала ратифікацію рекордів Європи у цій дисципліні на аренах з короткою доріжкою під дахом (в приміщенні) з 1 січня 1987.
Із 1 листопада 2023 ратифікація рекордів Європи у цій дисципліні була поширена також і на результати, які будуть показані на короткій доріжці і просто неба.

## Хронологія рекордів
| Результат                              | Атлет                      | Місто змагань | Дата змагань | Примітки | Відео            |
| -------------------------------------- | -------------------------- | ------------- | ------------ | -------- | ---------------- |
| 13.20,8h (i)                           | Еміль Путтеманс Бельгія    | Париж         | 10.01.1976   |          |                  |
| 13.11,39 (i)                           | Альберто Гарсія Іспанія    | Гент          | 09.02.2003   |          |                  |
| 13.11,13 (i)                           | Буабделла Тарі Франція     | Мец           | 14.02.2010   |          |                  |
| 13.10,60 (i)                           | Мо Фара Велика Британія    | Бірмінгем     | 19.02.2011   |          |                  |
| 13.09,16 (i)                           | Мо Фара Велика Британія    | Бірмінгем     | 18.02.2017   |          |                  |
| 13.08,87 (i)                           | Марк Скотт Велика Британія | Бостон        | 27.02.2020   | [ 1 ]    |                  |
| 12.57,03 (i)                           | Марк Скотт Велика Британія | Бостон        | 12.02.2022   | [ 2 ]    | Відео на YouTube |
| 12.54,92 (i)                           | Джиммі Грессьє Франція     | Бостон        | 14.02.2025   | [ 3 ]    | Відео на YouTube |
| 0 років, 39 днів від дати встановлення |                            |               |              |          |                  |